# Tonino Ricci
Tonino Ricci (auch Teodoro Ricci; * 23. Oktober 1927 in Rom; † 9. März 2014 ebenda) war ein italienischer Filmregisseur und Drehbuchautor. Sein Pseudonym war Anthony Richmond.

## Leben
Ricci arbeitete seit Beginn der 1960er Jahre in der italienischen Filmindustrie, zunächst als Regieassistent bei Mario Bava, Antonio Leonviola und Paolo Bianchini. Im Jahr 1969 drehte er seinen ersten eigenen Film, für dessen Drehbuch er ebenfalls verantwortlich zeichnete – wie bei nahezu allen seinen Filmen.
Ein besonderes Verhältnis verband ihn mit Stoffen Jack Londons, seit er bei der Verfilmung von Wolfsblut unter Lucio Fulci Chef des zweiten Regiestabes war; mehrere Filme drehte er in Madonna di Campiglio nach Stoffen des Autors.
Seit 1983 besetzte er den Italiener Bruno Minniti (“Conrad Nichols”) in fast allen seinen Filmen.
Riccis Genre-Filme, die immer abenteuerliche oder phantastische Stoffe zum Inhalt hatten, wurden von der Kritik oft gering geachtet, obwohl ihm auch bescheinigt wurde, in Anbetracht geringer Budgetierung immer achtbare Ergebnisse erzielt zu haben, und er als unterschätzt galt.
Ricci benutzte fast immer das Pseudonym Anthony Richmond, um seine Filme zu zeichnen.

## Filmografie
- 1969: Die Leoparden kommen (Il dito nella piaga)
- 1971: Un omicidio perfetto a termine di legge
- 1972: Monta in sella, figlio di…
- 1972: Colpo grosso, grossissimo… anzi probabile
- 1973: Die ehrenwerte Familie (L’onorata famiglia, uccidere è cosa nostra)
- 1973: Little Kid und seine kesse Bande (Kid il monello del West)
- 1973: Fäuste – Bohnen und… Karate! (Storia di karatè, pugni e fagioli)
- 1975: Wolfsblut greift ein (Zanna Bianca alla riscossa)
- 1976: Zwei linke Brüder auf dem Weg zur Hölle (Storia di arcieri, pugni e occhi neri)
- 1976: Panik (Bakterion)
- 1977: Delirio d’amore
- 1977: Pasión
- 1978: Haie am Todesriff (Bermude: la fossa maledetta)
- 1979: Unheimliche Begegnung in der Tiefe (Encuentro en el abiso)
- 1982: Panic (Bakterion)
- 1983: Thor – Der unbesiegbare Barbar (Thor il conquistadore)
- 1983: Rush (Rush)
- 1984: Rush II (Rabbia – Fuoco incrociato)
- 1985: Afghanistan Connection (I giorni dell'inferno)
- 1987: Shark – Stunde der Entscheidung (La notte degli squali)
- 1988: Magic Ivory – Die Jagd nach dem goldenen Elfenbein (I predatori della pietra magica)
- 1991: Bucks größtes Abenteuer (Buck ai confini del cielo)
- 1998: Mein treuer Freund Buck (Buck e il braccialetto magico)